# دانیله مارینو
دانیله مارینو (انگلیسی: Daniele Marino؛ زادهٔ ۲۵ ژوئیهٔ ۱۹۸۸) بازیکن فوتبال اهل ایتالیا است.
از باشگاه‌هایی که در آن بازی کرده‌است می‌توان به باشگاه فوتبال اینتر میلان اشاره کرد.